# Мута (община)
Община Мута (словен. Občina Muta) — одна з общин в північній Словенії. Адміністративним центром є місто Мута.

## Населення
У 2010 році в общині проживало 3525 осіб, 1780 чоловіків і 1745 жінок. Чисельність економічно активного населення (за місцем проживання), 1337 осіб. Середня щомісячна чиста заробітна плата одного працівника (EUR), 826,71 (в середньому по Словенії 966.62). Приблизно кожен другий житель у громаді має автомобіль (50 автомобілів на 100 жителів). Середній вік жителів склав 40,7 роки (в середньому по Словенії 41.6).